# Kiến Thủy, Ân Thi
Kiến Thủy (chữ Hán giản thể: 建始县) là một huyện của Châu tự trị dân tộc Thổ Gia, Miêu Ân Thi, tỉnh Hồ Bắc, Cộng hòa Nhân dân Trung Hoa. Huyện này có diện tích 2659 ki-lô-mét vuông, dân số năm 2004 là khoảng 510.000 người. Về mặt hành chính, huyện này được chia thành 5 trấn, 5 hương.
- Trấn: Nghiệp Châu, Hồng Nham, Cao Bình, Cảnh Dương, Quan Điếm.
- Hương: Trường Lương, Du Điền, Long Bình, Tam Lý, Hoa Bình.